# 汤姆·博斯韦尔
汤米·G·博斯韦尔（英語：Tommy G. Boswell，1953年10月2日—），美国NBA联盟职业篮球运动员。他在1975年的NBA选秀中第1轮第17顺位被波士顿凯尔特人选中。